# جورج ماثيوز
جورج ماثيوز (بالإنجليزية: George Matthews)‏ هو عازف جاز أمريكي، ولد في 23 سبتمبر 1912 في دومينيكا، وتوفي في 28 يونيو 1982.

## وصلات خارجية
- جورج ماثيوز على موقع ميوزك برينز (الإنجليزية)
- جورج ماثيوز على موقع أول ميوزيك (الإنجليزية)
- جورج ماثيوز على موقع ديسكوغز (الإنجليزية)